# Чорнорізька сільська рада
Чорнорі́зька сільська́ ра́да — адміністративно-територіальна одиниця та орган місцевого самоврядування в Семенівському районі Чернігівської області. Адміністративний центр — село Чорний Ріг.

## Загальні відомості
Чорнорізька сільська рада утворена у 1918 році.
- Територія ради: 46,17 км²
- Населення ради: 556 осіб (станом на 2001 рік)

## Населені пункти
Сільській раді підпорядковані населені пункти:
- с. Чорний Ріг
- с. Бобрик Другий
- с. Козилівщина
- с. Лубня

## Склад ради
Рада складається з 12 депутатів та голови.
- Голова ради: Водоп'янова Любов Михайлівна
- Секретар ради: Рибка Валентина Григорівна

### Керівний склад попередніх скликань
| Прізвище, ім'я, по батькові  | Основні відомості                                                                       | Дата обрання | Дата звільнення |
| ---------------------------- | --------------------------------------------------------------------------------------- | ------------ | --------------- |
| Водоп'янова Любов Михайлівна | Сільський голова, 1964 року народження, освіта середня спеціальна, позапартійна         | 26.03.2006   | 31.10.2010      |
| Водоп'янова Любов Михайлівна | Сільський голова, 1964 року народження, освіта середня спеціальна, член Народної партії | 31.10.2010   |                 |

Примітка: таблиця складена за даними сайту Верховної Ради України

### Депутати
За результатами місцевих виборів 2010 року депутатами ради стали:

#### За суб'єктами висування
| Суб'єкт висування                 | Кількість обраних депутатів | %    |
| --------------------------------- | --------------------------- | ---- |
| Партія регіонів                   | 4                           | 33,3 |
| Самовисування                     | 4                           | 33,3 |
| Народна партія                    | 3                           | 25   |
| Політична партія «Сильна Україна» | 1                           | 8,3  |

#### За округами
| № округу                          | Прізвище, ім'я, по батькові   | Дата визнання обраним | Освіта  | Партійна приналежність                        | Відомості про обраного депутата                                    |
| --------------------------------- | ----------------------------- | --------------------- | ------- | --------------------------------------------- | ------------------------------------------------------------------ |
| Народна Партія                    |                               |                       |         |                                               |                                                                    |
| 3                                 | Белік Світлана Павлівна       | 04.11.2010            | середня | позапартійна                                  | Чорнорізь кий фельдшерський пункт, завідувачка ФП                  |
| 9                                 | Рибка Валентина Григоріна     | 04.11.2010            | середня | член Народної партії                          | Чорнорізь ка сільська рада, секре тар сільсь кої ради та виконкому |
| 10                                | Гришина Антоніна Михайлівна   | 04.11.2010            | середня | позапартійна                                  | ПП Агрофірма «Чорний Ріг», телятниця                               |
| Партія регіонів                   |                               |                       |         |                                               |                                                                    |
| 1                                 | Карпенко Зінаїда Михайлівна   | 04.11.2010            | середня | член Партії регіонів                          | Філія «Менський сир», молокоприй мач                               |
| 2                                 | Циганок Тамара Яківна         | 04.11.2010            | середня | член Партії регіонів                          | Чорнорізь кий фельдшерський пункт, молод ша сестра                 |
| 7                                 | Мовчан Оксана Іванівна        | 04.11.2010            | середня | член Партії регіонів                          | Чорнорізь кий відділ зв'язку, начальник                            |
| 12                                | Водоп'янов Анатолій Євгенович | 04.11.2010            | середня | член Партії регіонів                          | ППАгрофірма «Чорний Ріг», водій                                    |
| Політична партія «Сильна Україна» |                               |                       |         |                                               |                                                                    |
| 8                                 | Карпеко Микола Іванович       | 04.11.2010            | середня | позапартійний                                 | тимчасово не працює                                                |
| Самовисування                     |                               |                       |         |                                               |                                                                    |
| 4                                 | Ананченко Алла Василівна      | 04.11.2010            | середня | член Всеукраїнського об'єднання «Батьківщина» | тимчасово не працює                                                |
| 5                                 | Лактіонов Микола Михайлович   | 04.11.2010            | середня | член Всеукраїнського об'єднання «Батьківщина» | тимчасово не працює                                                |
| 6                                 | Журбенко Володимир Васильович | 04.11.2010            | середня | позапартійний                                 | тимчасово не працює                                                |
| 11                                | Михайленко Алла Іванівна      | 04.11.2010            | середня | позапартійна                                  | Територіальний центр, соціальний працівник                         |